# Адмет (военачальник)
Адмет (др.-греч. Άδμητος) — военачальник Александра Македонского.
Предположительно, во время Восточного похода Александра Македонского Адмет руководил агемой гипаспистов.
Диодор Сицилийский и Арриан упоминают Адмета в качестве первого македонского воина, который взошёл на стены Тира во время решающего штурма, в ходе которого город был взят. Осада островного города Тира длилась около семи месяцев с января по июль-август 332 года до н. э. Во время решающего штурма к пролому в стене подошли два корабля, на одном из которых находились гипасписты под командованием Адмета. Диодор Сицилийский охарактеризовал его «человеком, отличавшимся мужеством и силой». Адмет первым по перекидным мостам взошёл на стены Тира, проявил большое мужество, но был убит. Согласно Диодору Сицилийскому, ему разрубили голову топором; Арриану — Адмета поразили копьём.